# ۹۳۷ (خورشیدی)
۹۳۷ نهصد و سی و هفتمین سال هجری خورشیدی است.